# Kutamaneuh
Kutamaneuh is een bestuurslaag in het regentschap Karawang van de provincie West-Java, Indonesië. Kutamaneuh telt 4064 inwoners (volkstelling 2010).